# Idaea sabulosa
Idaea sabulosa är en fjärilsart som beskrevs av Louis Beethoven Prout 1913. Idaea sabulosa ingår i släktet Idaea och familjen mätare. Inga underarter finns listade i Catalogue of Life.